# 名和統一
名和 統一（なわ とういち、1906年＜明治39年＞6月18日 - 1978年＜昭和53年＞7月8日）は、日本の経済学者。大阪市立大学名誉教授。

## 略歴
1906年に兵庫県に生まれる。父はキリスト教徒の株屋。京都帝国大学を卒業し、大阪商科大学（現大阪市立大学）教授となる。1943年に大阪商大事件で追放されるも、戦後復帰し、大阪市立大学教授となる。1951年に「国際価値論研究」で、京都大学から経済学博士の学位を取得する。1971年に定年退官し、大阪市立大学名誉教授、岐阜経済大学学長となる。マルクス経済学による貿易理論を展開した。門下に三辺信夫がいる。

## 著書

### 単著
- 『日本紡績業と原棉問題研究（大阪商科大学研究叢書）』（大同書院、1937年）
- 『日本資本主義と貿易問題』（黄土社、1948年）
- 『日本紡績業の史的分析』（潮流社、1948年）
- 『国際価値論研究』（日本評論社、1949年）

### 共著
- （徳田太郎）『中国解放区の経済政策』（東方書局、1949年）
- （高桑末秀）『中国の赤い手帳』（北大路書房、1949年）
- （佐藤昇）『現代の経済 第16 新しい社会主義 その体制と運動の革新』（河出書房新社、1966年）

### 翻訳
- （エルトン・メイヨー）『アメリカ文明と労働』（藤田敬三共訳、大阪商科大学経済研究会、1951年）
- （G.D.H.コール）『社会主義経済学』（小川喜一共訳、岩波書店、1952年）
- （I.N.ドヴォルキン）『科学技術革命と近代経済学』（阪本靖郎共訳、合同出版、1969年）
- （D.ホロヴィッツ編）『現代経済学とマルクス』（筑摩書房、1974年）

## 参考
- コトバンク
- 名和統一「自画像」1-8『世界経済評論』1968年6月-69年5月